# Xysticus luctator
Xysticus luctator es una especie de araña cangrejo del género Xysticus, familia Thomisidae. Fue descrita científicamente por L. Koch en 1870.

## Distribución geográfica
Habita en Europa, Cáucaso, Rusia (Europa hasta el sur de Siberia) y Kazajistán.